# Laut gedacht – live
Laut gedacht – live ist eine Live-DVD der deutschen Pop-Rock-Band Silbermond. Das Album erschien am 20. April 2007 bei Columbia Records/Sony BMG und ist auf DVD und Blu-ray Disc erhältlich.

## Entstehung
Die Aufnahme zu dem Album entstand während der Laut gedacht-Tour im Jahre 2006/2007. Als Aufnahmeort wurde die König-Pilsener-Arena in Oberhausen gewählt, wo das Konzert am 16. Dezember 2006 stattfand. Zu dem Konzert kamen ca. 8500 Zuschauer. Als Regisseur wurde Russel Thomas eingesetzt, der schon für Künstler wie P!nk, Coldplay und Robbie Williams arbeitete. Auf dem Konzert wurden 20 Songs gespielt, die später alle für das Album verwendet wurden.
Das Album selber erschien am 20. April 2007, kam aber im Gegensatz zu Verschwende deine Zeit – live nur als DVD-Version und nicht als CD veröffentlicht. Später erschien das Album auch auf Blu-ray Disc.

## Titelliste
DVD 1
1. Das Ende vom Kreis – 6:26
2. Meer sein – Live Video – 4:49
3. A Stückl heile Welt – 4:11
4. In Zeiten wie diesen – 5:25
5. Lebenszeichen – 4:36
6. Durch die Nacht – 6:16
7. Kartenhaus – 4:23
8. Nein danke – 6:53
9. Bass Solo – 2:10
10. Zeit für Optimisten – 5:18
11. Schick Love – 7:51
12. Das Lied mit nur einem Akkord – 7:16
13. Verschwende deine Zeit – 3:35
14. Symphonie – 7:01
15. Wissen was wird – 9:46
16. Unendlich – 7:35
17. Bruderduell – 4:00
18. Wenn die anderen – 7:55
19. Das Beste – 10:28
20. Ich wünsch dir was – 7:44

DVD 2
1. Das Beste aus 2006 – 4:32
2. Hinter den Kulissen – 12:16
3. Vom Dachboden geholt – 40:08
4. Unendlich (Videoclip) – 6:10
5. Meer sein (Videoclip) – 4:12
6. Das Beste (Videoclip) – 4:31
7. Das Ende vom Kreis (Videoclip) – 4:06

## Rezeption
Von Kritikern bekam das Album durchschnittliche bis positive Bewertungen.
Artur Schulz vergibt auf laut.de 3 von 5 Sterne und schreibt, dass dieses Album beweise, wie viel Potenzial Silbermond habe.
Auf cdstarts.de vergibt Matthias Reichel 6 von 10 Punkte und nennt das Album ein hübsches Paket für alle Fans von Silbermond mit einer guten Live-DVD. Die Bonus-DVD ist seiner Meinung nach aber nur etwas für beinharte Fans.
Jochen Overbeck vergibt auf monstersandcritics.de die Note „ausgezeichnet“ und lobt vor allem die Interaktionen mit dem Publikum.